# Hipódromo Calder
El Hipódromo Calder (en inglés: Calder Race Course) fue una pista de carreras de caballos pura sangre en Miami Gardens, Florida en los Estados Unidos. 

## Historia
A mediados de la década de 1960, el desarrollador de bienes raíces Stephen A. Calder previó carreras de verano en la Florida; en 1965, siguiendo el consejo del Sr. Calder, la Legislatura de la Florida aprobó una ley que lo permitía. Antes de este hecho, un evento de otoño se celebró en el Hipódromo del Tropical Park en Miami y otro en primavera en el Gulfstream Park en el condado de Broward. En 1970, Stephen Calder recibió un permiso para las carreras de verano, pero el encuentro se llevó a cabo en el Tropical Park, porque la construcción no se había completado en la estructura de Calder. El 6 de mayo de 1971 el hipódromo Calder celebró su primer día de carreras oficiales.
La década de 1980 trajo consigo renovaciones, ampliaciones y dos compras. La primera compra fue de Bertram R. Firestone en 1988 y la segunda de Kawasaki Leasings, Inc. En 1997, se introdujo la transmisión simultánea (para que se pudieran apostar en carreras de Calder desde otras pistas y viceversa). Las ganancias aumentaron significativamente; debido a esto, aumentaron los premios en sus carreras.
En enero de 1999 Churchill Downs Inc. (CDI) adquirió la pista, entonces conocida como Calder Race Course en aproximadamente US$86 millones. A finales de 2009 cambió su nombre oficial a Calder Casino & Race Course. La inauguración del Casino Calder se celebró en enero de 2010.
En mayo de 2014, Churchill Downs y Stronach Group anunciaron un acuerdo en el que Stronach Group administraría las operaciones de carreras de Calder, y Churchill Downs operaría el Calder Casino. Después del acuerdo, Gulfstream Park anunció que operaría un meeting de dos meses en Calder en el otoño bajo el nombre de Gulfstream Park West. Tras estos cambios, el código de la pista para los programas oficiales de carreras se cambió de CRC a GPW. Después de que el contrato de arrendamiento entró en vigencia, En abril de 2015, se demolieron aproximadamente 1,400 establos en un área marcada para redesarrollo comercial y que no se estaban utilizando, en ese momento los directivos dijeron que la medida era necesaria debido a la pequeña población de pura sangre que había en el hipódromo del sur de Florida. En julio de 2015, se informó a Gulfstream Park que la tribuna Calder (propiedad de CDI), no estará abierta al público para el meeting de Gulfstream Park West de ese año, excepto para los oficiales de carreras (jueces y comisarios), y que la estructura de siete pisos será demolida una vez que haya concluido el meeting. La demolición de la tribuna se completó en octubre de 2016.

## Cierre del hipódromo
El meeting de Gulfstream Park West 2020 finalizó el 28 de noviembre y el contrato de arrendamiento con Stronach Group venció el 31 de diciembre del mismo año, cerrándose así el ciclo de Calder Race Course como circuito de carreras de caballos purasangre, determinado así por las autoridades de CDI. En la actualidad sólo funciona el Casino Calder y un frontón llamado Calder Jai Alai, inaugurado en mayo de 2019.